# STS-92
STS-92 foi uma missão da NASA realizada pelo ônibus espacial Discovery à Estação Espacial Internacional, lançado em 11 de Outubro de 2000, que marcou a centésima missão do programa dos ônibus espaciais.

## Tripulação
| Posição                  | Astronauta            |
| ------------------------ | --------------------- |
| Comandante               | Brian Duffy           |
| Piloto                   | Pamela Melroy         |
| Especialista de missão 1 | William McArthur      |
| Especialista de missão 2 | Leroy Chiao           |
| Especialista de missão 3 | Peter Wisoff          |
| Especialista de carga 1  | Michael López-Alegría |
| Especialista de carga 2  | Koichi Wakata         |